# Copa de Confederación de la CAF 2024-25
La Copa Confederación de la CAF 2024-25, llamada Total Energies CAF Confederation Cup 2024-25 por razones de patrocinio, fue la 22.ª edición de la Copa Confederación CAF y la 50.ª temporada general del torneo secundario de clubes de fútbol de África organizado por la Confederación Africana de Fútbol (CAF).
El ganador, RS Berkane, se clasificó automáticamente para la próxima edición de la competición y también ganó el derecho a jugar contra el ganador de la Liga de Campeones de la CAF 2024-25 la Supercopa de la CAF 2025.

## Equipos
52 equipos de 40 federaciones participan en el torneo, los equipos en negrita avanzan directamente a la segunda ronda.
| Asociación                      | Pos. (Pts) | Equipo             | Clasificación                                            |
| ------------------------------- | ---------- | ------------------ | -------------------------------------------------------- |
| Egipto                          | 1 (184)    | Zamalek            | Campeón Defensor                                         |
| Egipto                          | 1 (184)    | Al Masry           | 3.er lugar de la Primera división de Egipto 2023-24      |
| Marruecos                       | 2 (148)    | RS Berkane         | 3.er lugar de la 2023–24 Botola                          |
| Marruecos                       | 2 (148)    | Union de Touarga   | 4.º lugar de la 2023–24 Botola                           |
| Argelia                         | 3 (119)    | CS Constantine     | 3.º lugar del 2023–24 Algerian Ligue Professionnelle 1   |
| Argelia                         | 3 (119)    | USM Alger          | 4° lugar del 2023–24 Algerian Ligue Professionnelle 1    |
| Sudáfrica                       | 4 (106)    | Stellenbosch       | 3° lugar de la 2023–24 South African Premier Division    |
| Sudáfrica                       | 4 (106)    | Sekhukhune United  | 4° lugar de la 2023–24 South African Premier Division    |
| Túnez                           | 5 (97)     | CS Sfaxien         | 3° lugar del 2023–24 Tunisian Ligue Professionnelle 1    |
| Túnez                           | 5 (97)     | Stade Tunisien     | Ganador de la 2023–24 Tunisian Cup                       |
| Tanzania                        | 6 (71)     | Simba              | 3° lugar de la 2023–24 Tanzanian Premier League          |
| Tanzania                        | 6 (71)     | Coastal Union      | 4° lugar de la 2023–24 Tanzanian Premier League          |
| República Democrática del Congo | 7 (54)     | Saint-Eloi Lupopo  | 3.er lugar de la Linafoot 2023-24                        |
| República Democrática del Congo | 7 (54)     | AS Vita Club       | Ganador de la Coupe du Congo 2023-24                     |
| Angola                          | 8 (51.5)   | Lunda Sur          | 3.er lugar de la Girabola 2023                           |
| Angola                          | 8 (51.5)   | Bravos do Maquis   | Finalista de la Taça de Angola 2023                      |
| Libia                           | 10 (35)    | Al Ahli Tripoli    | 3.er lugar de la Libyan Premier League 2023-24           |
| Libia                           | 10 (35)    | Al Hilal Benghazi  | 4.º lugar de la Libyan Premier League 2023-24            |
| Costa de Marfil                 | 11 (30.5)  | ASEC Mimosas       | 3.er lugar de la 2023–24 Côte d'Ivoire Ligue 1           |
| Costa de Marfil                 | 11 (30.5)  | RC Abidjan         | Ganador de la Coupe de Côte d'Ivoire 2023-24             |
| Nigeria                         | 12 (25)    | Enyimba            | 3.er lugar de la 2023–24 Nigeria Premier Football League |
| Nigeria                         | 12 (25)    | El Kanemi Warriors | Ganador de la 2024 Nigeria Federation Cup                |

| Asociación          | Pos. (Pts) | Equipo                | Clasificación                                        |
| ------------------- | ---------- | --------------------- | ---------------------------------------------------- |
| Guinea              | 13 (20.5)  | Hafia                 | 3° lugar del 2023–24 Guinée Championnat National     |
| Ghana               | 14 (20)    | Nsoatreman            | Ganador de la Ghana FA Cup 2023-24                   |
| Mali                | 15 (15)    | Stade Malien          | Ganador de la Malian Cup 2023                        |
| Camerún             | 16 (11.5)  | Fovu Club             | Ganador de la Cameroonian Cup 2023                   |
| República del Congo | 18 (9.5)   | AS Otoho              | Subcampeón de la Congo Premier League 2023           |
| Botsuana            | 19 (8)     | Orapa United          | Ganador de la Botswana FA Challenge Cup 2023-24      |
| Zambia              | 20 (7.5)   | ZESCO United          | Subcampeón de la 2023–24 Zambia Super League         |
| Senegal             | 21 (6)     | ASC Jaraaf            | Ganador de la Senegal FA Cup 2023                    |
| Togo                | E-22 (4)   | ASC Kara              | Subcampeón del Togolese Championnat National 2023-24 |
| Uganda              | E-22 (4)   | Kitara                | Subcampeón de la Uganda Premier League 2023-24       |
| Suazilandia         | E-24 (1.5) | Nsingizini Hotspurs   | Subcampeón de la Eswatini Premier League 2023-24     |
| Níger               | E-24 (1.5) | ASFAN                 | Ganador de la Niger Cup 2024                         |
| Burkina Faso        | E-26 (1)   | Étoile Filante        | Ganador de la Coupe du Faso 2023-24                  |
| Zimbabue            | E-26 (1)   | Dynamos               | Ganador de la Zimbabwe Cup 2023                      |
| Benín               | 28 (0.5)   | Dadje FC              | Ganador de la Benin Cup 2023-24                      |
| Burundi             | —          | Rukinzo               | Ganador de la Burundian Cup 2023-24                  |
| Chad                | —          | Elect Sport           | Subcampeón de la Chad Premier League 2023-24         |
| Comoras             | —          | Alizé Fort            | Finalista de la Comoros Cup 2023                     |
| Guinea Ecuatorial   | —          | FC 15 de Agosto       | Ganador de la Copa de Guinea Ecuatorial 2023         |
| Etiopía             | —          | Ethiopian Coffee      | Subcampeón de la 2023–24 Ethiopian Premier League    |
| Kenia               | —          | Administration Police | Ganador de la FKF President's Cup 2023               |
| Liberia             | —          | Paynesville FC        | Ganador de la Liberian FA Cup 2023-24                |
| Madagascar          | —          | Elgeco Plus           | Ganador de la Coupe de Madagascar 2023               |
| Mozambique          | —          | Black Bulls           | Ganador de la Taça de Moçambique 2023                |
| Ruanda              | —          | Police FC             | Ganador de la Rwandan Cup 2023-24                    |
| Seychelles          | —          | Foresters             | Ganador de la Seychelles FA Cup 2023                 |
| Sierra Leona        | —          | East End Lions        | Ganador de la Sierra Leonean FA Cup 2023-24          |
| Somalia             | —          | Horseed               | Ganador de la Somalia Cup 2023-24                    |
| Sudán del Sur       | —          | Jamus FC              | Ganador de la South Sudan National Cup 2023-24       |
| Zanzíbar            | —          | Uhamiaji FC           | Ganador de la Zanzibari Cup 2023-24                  |

Asociaciones que no enviaron equipo
- Sudán (9 – 37 pts; elegible para dos equipos)
- Mauritania (17 – 10.5 pts)
- Cabo Verde
- República Centroafricana
- Yibuti
- Eritrea
- Gabón
- Gambia
- Guinea-Bisáu
- Lesoto
- Malaui
- Mauricio
- Namibia
- Reunión
- Santo Tomé y Príncipe

## Calendario
| Fase                   | Ronda            | Fecha de sorteo       | Ida                          | Vuelta                       |
| ---------------------- | ---------------- | --------------------- | ---------------------------- | ---------------------------- |
| Ronda de clasificación | Primera ronda    | 11 de julio de 2024   | 16–18 de agosto del 2024     | 23–25 de agosto del 2024     |
| Ronda de clasificación | Segunda ronda    | 11 de julio de 2024   | 13–15 de septiembre de 2024  | 20–22 de septiembre de 2024  |
| Fase de grupos         | Fecha 1          | 7 de octubre de 2024  | 26 y 27 de noviembre de 2024 | 26 y 27 de noviembre de 2024 |
| Fase de grupos         | Fecha 2          | 7 de octubre de 2024  | 6 y 7 de diciembre de 2024   | 6 y 7 de diciembre de 2024   |
| Fase de grupos         | Fecha 3          | 7 de octubre de 2024  | 13 y 14 de diciembre de 2024 | 13 y 14 de diciembre de 2024 |
| Fase de grupos         | Fecha 4          | 7 de octubre de 2024  | 3 y 4 de enero de 2025       | 3 y 4 de enero de 2025       |
| Fase de grupos         | Fecha 5          | 7 de octubre de 2024  | 10 y 11 de enero de 2025     | 10 y 11 de enero de 2025     |
| Fase de grupos         | Fecha 6          | 7 de octubre de 2024  | 17 y 18 de enero de 2025     | 17 y 18 de enero de 2025     |
| Fase de eliminación    | Cuartos de final | 20 de febrero de 2025 | 2 y 9 de abril de 2025       | 2 y 9 de abril de 2025       |
| Fase de eliminación    | Semifinales      | 20 de febrero de 2025 | 20 y 27 de abril de 2025     | 20 y 27 de abril de 2025     |
| Fase de eliminación    | Final            | 20 de febrero de 2025 | 17 y 25 de mayo de 2025      | 17 y 25 de mayo de 2025      |

## Ronda de Clasificación
El sorteo de las rondas clasificatorias se llevó a cabo el 11 de julio de 2024, a las 12:00 GMT (15:00 hora local, UTC+3 ), en la sede de la CAF en El Cairo, Egipto.
En las rondas de clasificación, cada eliminatoria se juega con un sistema de ida y vuelta . Si el marcador global es igualado después del partido de vuelta, se aplica la regla de los goles de visitante y, si el empate persiste, no se juega la prórroga y se utiliza una tanda de penaltis para determinar el ganador (Reglamento III. 13 y 14).

### Primera ronda
| Equipo 1              | Agr.         | Equipo 2          | Ida | Vuelta |
| --------------------- | ------------ | ----------------- | --- | ------ |
| El Kanemi Warriors    | 2–3          | Dadje             | 1–1 | 1–2    |
| ASC Kara              | 4–2          | AS FAN            | 2–2 | 2–0    |
| Paynesville           | 5–0          | Fovu Club         | 4–0 | 1–0    |
| Hafia                 | 1–1 (v.)     | Étoile Filante    | 1–1 | 0–0    |
| Union de Touarga      | 0–0 (1:2 p.) | RC Abidjan        | 0–0 | 0–0    |
| East End Lions        | 0–4          | ASC Jaraaf        | 0–1 | 0–3    |
| Administration Police | 1–0          | Ethiopian Coffee  | 0–0 | 1–0    |
| Jamus                 | 0–5          | Stade Tunisien    | 0–1 | 0–4    |
| Uhamiaji              | 1–5          | Al Ahli Tripoli   | 0–2 | 1–3    |
| Kitara                | 4–6          | Al Hilal Benghazi | 2–3 | 2–3    |
| Horseed               | 0–2          | Rukinzo           | 0–0 | 0–2    |
| Nsingizini Hotspurs   | 0–8          | Stellenbosch      | 0–3 | 0–5    |
| Elgeco Plus           | 1–1 (v.)     | Lunda Sur         | 1–1 | 0–0    |
| Bravos do Maquis      | 3–0          | Coastal Union     | 3–0 | 0–0    |
| Alizé Fort            | 0–11         | Black Bulls       | 0–7 | 0–4    |
| 15 de Agosto          | 1–4          | AS Otoho          | 0–2 | 1–2    |
| Foresters             | 1–3          | Orapa United      | 1–1 | 0–2    |
| Dynamos               | 1–0          | ZESCO United      | 1–0 | 0–0    |
| Nsoatreman            | 5–0          | Elect Sport       | 3–0 | 2–0    |
| CS Constantine        | 4–1          | Police FC         | 2–0 | 2–1    |

#### Resultados
| Ida; 17 de agosto de 2024 | El Kanemi Warriors | 1:1     | Dadje FC    | Estadio Remo Stars, Sagamu, Nigeria |                  |
| 16:00 UTC+01:00           | Ajiji 90'          | Reporte | Salassi 29' | Árbitro(s): [[]]                    | Árbitro(s): [[]] |

| Vuelta; 24 de agosto de 2024 | Dadje FC                | 2:1     | El-Kanemi Warriors F.C. | Estadio de l'Amitié, Cotonú, Benín |                                    |
| 16:00 UTC+01:00              | - Bakai 30' (pen.), 82' | Reporte | - Naantaum 37'          | Árbitro(s): Younoussa Tawel Camara | Árbitro(s): Younoussa Tawel Camara |

| Ida; 18 de agosto de 2024 | ASC Kara        | 2:2     | AS FAN                | Estadio de Kégué, Lomé, Togo           |                                        |
| 16:00 UTC+00:00           | - Akoro 5', 50' | Reporte | Addae 31' (pen.), 86' | Árbitro(s): Abdoul Karim Twagiramukiza | Árbitro(s): Abdoul Karim Twagiramukiza |

| Vuelta; 25 de agosto de 2024 | AS FAN | 0:2     | ASC Kara                 | Stade Général Seyni Kountché, Niamey |                                |
| 16:00 UTC+01:00              |        | Reporte | - Akoro 60' - Marone 75' | Árbitro(s): Haileyesus Bazezew       | Árbitro(s): Haileyesus Bazezew |

| Ida; 18 de agosto de 2024 | Paynesville                                | 4:0     | Fovu Club | SKD Stadium, Monrovia              |                                    |
| 16:00 UTC+00:00           | - Paye 33', 45' - Kumeh 65' - Dan Weah 83' | Reporte |           | Árbitro(s): Reginald Collins Amoah | Árbitro(s): Reginald Collins Amoah |

| Vuelta; 25 de agosto de 2024 | Fovu Club | 0:1     | Paynesville | Ahmadou Ahidjo Stadium, Yaundé |                            |
| 15:00 UTC+01:00              |           | Reporte | - Paye 47'  | Árbitro(s): Hamza El Fareq     | Árbitro(s): Hamza El Fareq |

| Ida; 18 de agosto de 2024 | Hafia | 1:1     | Étoile Filante | Estadio del 26 de Marzo, Bamako (Mali) |                  |
| 16:00 UTC+00:00           |       | Reporte |                | Árbitro(s): [[]]                       | Árbitro(s): [[]] |

| Vuelta; 23 de agosto de 2024 | Étoile Filante | 0:0     | Hafia | Estadio del 26 de Marzo, Bamako (Mali) |                                     |
| 16:00 UTC+00:00              |                | Reporte |       | Árbitro(s): Josy Roselin Mezui Abaa    | Árbitro(s): Josy Roselin Mezui Abaa |

| Ida; 17 de agosto de 2024 | Union de Touarga | 0:0     | RC Abidjan | Estadio Moulay Hassan, Rabat |                  |
| 21:00 UTC+01:00           |                  | Reporte |            | Árbitro(s): [[]]             | Árbitro(s): [[]] |

| Vuelta; 24 de agosto de 2024 | RC Abidjan | 0:0 (2:1 p.) | Union de Touarga | Estadio Houphouët-Boigny, Abiyán |                                 |
| 16:00 UTC+00:00              |            | Reporte      |                  | Árbitro(s): Soulaimane Ansudane  | Árbitro(s): Soulaimane Ansudane |

| Ida; 18 de agosto de 2024 | East End Lions | 0:1     | ASC Jaraaf  | Estadio Bo, Bo (Sierra Leona), Sierra Leona |                  |
| 16:00 UTC+00:00           |                | Reporte | - Dione 77' | Árbitro(s): [[]]                            | Árbitro(s): [[]] |

| Vuelta; 25 de agosto de 2024 | ASC Jaraaf | 3:0     | East End Lions | Stade Lat-Dior, Thiès |                  |
| 17:00 UTC+00:00              |            | Reporte |                | Árbitro(s): [[]]      | Árbitro(s): [[]] |

| Ida; 18 de agosto de 2024 | Administration Police | 0:0     | Ethiopian Coffee | Nyayo National Stadium, Nairobi    |                                    |
| 15:00 UTC+03:00           |                       | Reporte |                  | Árbitro(s): Masangune Louis Mwamba | Árbitro(s): Masangune Louis Mwamba |

| Vuelta; 25 de agosto de 2024 | Ethiopian Coffee | 0:1     | Administration Police | Abebe Bikila Stadium, Addis Ababa |                  |
| 15:00 UTC+03:00              |                  | Reporte |                       | Árbitro(s): [[]]                  | Árbitro(s): [[]] |

| Ida; 16 de agosto de 2024 | Jamus | 0:1     | Stade Tunisien | Juba Stadium, Yuba        |                           |
| 15:00 UTC+02:00           |       | Reporte | - Ouattara 56' | Árbitro(s): Issa Mouhamed | Árbitro(s): Issa Mouhamed |

| Vuelta; 24 de agosto de 2024 | Stade Tunisien                                         | 4:0     | Jamus | Estadio Olímpico de Radès, Túnez |                  |
| 19:00 UTC+01:00              | - Ferchichi 10' - Oumarou 38' - Berrima 51' - Beji 75' | Reporte |       | Árbitro(s): [[]]                 | Árbitro(s): [[]] |

| Ida; 18 de agosto de 2024 | Uhamiaji | 0:2     | Al Ahli Tripoli | Estadio 11 de Junio, Trípoli (Libia) |                  |
| 19:00 UTC+02:00           |          | Reporte | - Taifour 2'    | Árbitro(s): [[]]                     | Árbitro(s): [[]] |

| Vuelta; 23 de agosto de 2024 | Al Ahli Tripoli                 | 3:1     | Uhamiaji      | Tripoli Stadium, Trípoli                         |                                                  |
| 20:00 UTC+02:00              | - Krawa'a 1', 48' - Taifour 90' | Reporte | - Salmini 67' | Árbitro(s): Merveil Melvin Mandekouzou-Vendafara | Árbitro(s): Merveil Melvin Mandekouzou-Vendafara |

| Ida; 16 de agosto de 2024 | Kitara                    | 2:3     | Al Hilal Benghazi                              | Benina Martyrs Stadium, Benghazi (Libia) |                          |
| 19:00 UTC+02:00           | - Aheebwa 59' - Omedi 80' | Reporte | - Shaban 5' - Makari 18' - Al Badri 63' (pen.) | Árbitro(s): Babacar Sarr                 | Árbitro(s): Babacar Sarr |

| Vuelta; 23 de agosto de 2024 | Al Hilal Benghazi                | 3:2     | Kitara                       | Benina Martyrs Stadium, Benghazi |                            |
| 19:00 UTC+02:00              | - Ben Salem 41' - Tanjy 59', 75' | Reporte | - Ssematimba 57' - Omedi 81' | Árbitro(s): Wilson Muianga       | Árbitro(s): Wilson Muianga |

| Ida; 16 de agosto de 2024 | Horseed | 0:0     | Rukinzo | Azam Complex Stadium, Dar es Salaam (Tanzania) |                           |
| 21:00 UTC+03:00           |         | Reporte |         | Árbitro(s): Fabrice Senyo                      | Árbitro(s): Fabrice Senyo |

| Vuelta; 23 de agosto de 2024 | Rukinzo                           | 2:0     | Horseed | Azam Complex Stadium, Dar es Salaam (Tanzania) |                          |
| 16:00 UTC+03:00              | - Harerimana 12' - Bigirimana 30' | Reporte |         | Árbitro(s): Mahmoud Nagy                       | Árbitro(s): Mahmoud Nagy |

| Ida; 17 de agosto de 2024 | Nsingizini Hotspurs | 0:3     | Stellenbosch                                    | Moses Mabhida Stadium, Durban (Sudáfrica) |                              |
| 15:00 UTC+02:00           |                     | Reporte | - De Jong 36' - Titus 43' - Basadien 70' (pen.) | Árbitro(s): Dickens Nyagrowa              | Árbitro(s): Dickens Nyagrowa |

| Vuelta; 24 de agosto de 2024 | Stellenbosch                                                  | 5:0     | Nsingizini Hotspurs | Athlone Stadium, Cape Town |                          |
| 15:00 UTC+02:00              | - Mojela 10' - Phili 27' - De Jong 51' - Mdaka 85' - Boji 89' | Reporte |                     | Árbitro(s): Yosri Bouali   | Árbitro(s): Yosri Bouali |

| Ida; 21 de agosto de 2024 | Elgeco Plus        | 1:1     | Lunda Sur    | Estadio 11 de Noviembre, Luanda (Angola) |                               |
| 15:00 UTC+01:00           | - Rafenoarisoa 16' | Reporte | - Robson 58' | Árbitro(s): Nasir Salum Siyah            | Árbitro(s): Nasir Salum Siyah |

| Vuelta; 25 de agosto de 2024 | Lunda Sur | 0:0     | Elgeco Plus | Estadio 11 de Noviembre, Luanda (Angola) |                                |
| 15:30 UTC+01:00              |           | Reporte |             | Árbitro(s): Abdelkerim Ousmane           | Árbitro(s): Abdelkerim Ousmane |

| Ida; 17 de agosto de 2024 | Bravos do Maquis                          | 3:0     | Coastal Union | Estadio Alto da Chela, Lubango |                                |
| 16:00 UTC+01:00           | - Paciência 22' - Matoco 45' - Manico 81' | Reporte |               | Árbitro(s): Abdelkerim Ousmane | Árbitro(s): Abdelkerim Ousmane |

| Vuelta; 25 de agosto de 2024 | Coastal Union | 0:0     | Bravos do Maquis | Azam Complex Stadium, Dar es Salaam (Tanzania) |                  |
| 16:00 UTC+03:00              |               | Reporte |                  | Árbitro(s): [[]]                               | Árbitro(s): [[]] |

| Ida; 17 de agosto de 2024 | Alizé Fort | 0:7     | Black Bulls                                                                                  | Campo da ABB, Maputo (Mozambique) |                  |
| 16:00 UTC+02:00           |            | Reporte | - Jeleel 3' - Seameh 13' - Vitinho 36' - Danilo 62' - Chamito 79' - Abubakar 81' - Ifoni 82' | Árbitro(s): [[]]                  | Árbitro(s): [[]] |

| Vuelta; 24 de agosto de 2024 | Black Bulls                                                  | 4:0     | Alizé Fort | Campo da ABB, Maputo (Mozambique) |                                |
| 15:00 UTC+02:00              | - Vitinho 25' (pen.) - Fidel 41' - Abubakar 47' - Kélvio 73' | Reporte |            | Árbitro(s): Abdelkerim Ousmane    | Árbitro(s): Abdelkerim Ousmane |

| Ida; 25 de agosto de 2024 | 15 de Agosto | 0:2     | AS Otohô | Stade Alphonse Massemba-Débat, Brazzaville (Congo) |                  |
| 15:00 UTC+01:00           |              | Reporte |          | Árbitro(s): [[]]                                   | Árbitro(s): [[]] |

| Vuelta; 28 de agosto de 2024 | AS Otohô                              | 2:1     | 15 de Agosto | Stade Alphonse Massemba-Débat, Brazzaville (Congo) |                       |
| 15:30 UTC+01:00              | - Baze Ibata 45' (pen.) - Ndecket 60' | Reporte | - Oba 35'    | Árbitro(s): Amin Omar                              | Árbitro(s): Amin Omar |

| Ida; 17 de agosto de 2024 | Foresters     | 1:1     | Orapa United | Stade de Cote d'Or, Saint Pierre (Mauricio) |                                      |
| 15:00 UTC+04:00           | - Adeyeri 86' | Reporte | - Sekwai 70' | Árbitro(s): Auladyo Dos Santos Pariz        | Árbitro(s): Auladyo Dos Santos Pariz |

| Vuelta; 25 de agosto de 2024 | Orapa United                     | 2:0     | Foresters | Francistown Stadium, Francistown |                  |
| 16:00 UTC+02:00              | - Kamberipa 14' - Thayanyane 52' | Reporte |           | Árbitro(s): [[]]                 | Árbitro(s): [[]] |

| Ida; 18 de agosto de 2024 | Dynamos         | 1:0     | ZESCO United | Botswana National Stadium, Gaborone (Botsuana) |                              |
| 15:00 UTC+02:00           | - Shandirwa 31' | Reporte |              | Árbitro(s): Raimundo Correia                   | Árbitro(s): Raimundo Correia |

| Vuelta; 24 de agosto de 2024 | ZESCO United | 0:0     | Dynamos | Levy Mwanawasa Stadium, Ndola |                  |
| 15:00 UTC+02:00              |              | Reporte |         | Árbitro(s): [[]]              | Árbitro(s): [[]] |

| Ida; 18 de agosto de 2024 | Nsoatreman                                | 3:0     | Elect Sport | Accra Sports Stadium, Acra   |                              |
| 15:00 UTC+00:00           | - Abdul Rahaman 30', 36' - Adu Meider 33' | Reporte |             | Árbitro(s): Hicham Tamsamani | Árbitro(s): Hicham Tamsamani |

| Vuelta; 24 de agosto de 2024 | Elect Sport | 0:2     | Nsoatreman               | Ahmadou Ahidjo Stadium, Yaundé (Camerún) |                                    |
| 15:00 UTC+01:00              |             | Reporte | - Neymar 31' - Diyou 81' | Árbitro(s): Lebalang Martin Mokete       | Árbitro(s): Lebalang Martin Mokete |

| Ida; 17 de agosto de 2024 | CS Constantine                 | 2:0     | Police FC | Estadio Chahid Hamlaoui, Constantine |                          |
| 19:00 UTC+01:00           | - Dib 45' (pen.) - Omoyele 78' | Reporte |           | Árbitro(s): Daouda Guèye             | Árbitro(s): Daouda Guèye |

| Vuelta; 25 de agosto de 2024 | Police FC | 1:2     | CS Constantine             | Estadio Regional Nyamirambo, Kigali |                  |
| 15:00 UTC+02:00              | - Ani 19' | Reporte | - Benchaa 41' - Temine 60' | Árbitro(s): [[]]                    | Árbitro(s): [[]] |

### Segunda ronda
Los 16 ganadores de la segunda ronda avanzarán a la fase de grupos.
| Equipo 1              | Agr.         | Equipo 2          | Ida | Vuelta |
| --------------------- | ------------ | ----------------- | --- | ------ |
| Dadje                 | 0–7          | RS Berkane        | 0–2 | 0–5    |
| ASC Kara              | 2–3          | ASEC Mimosas      | 2–1 | 0–2    |
| Paynesville           | 2–3          | Stade Malien      | 1–0 | 1–3    |
| Étoile Filante        | 0–0 (2:3 p.) | Enyimba           | 0–0 | 0–0    |
| RC Abidjan            | 0–3          | ASC Jaraaf        | 0–0 | 0–3    |
| Administration Police | 1–3          | Zamalek           | 0–1 | 1–2    |
| Stade Tunisien        | 1–2          | USM Alger         | 1–0 | 0–2    |
| Al Ahli Tripoli       | 1–3          | Simba             | 0–0 | 1–3    |
| Al Hilal Benghazi     | 5–5 (3:5 p.) | Al Masry          | 3–2 | 2–3    |
| Rukinzo               | 0–2          | CS Sfaxien        | 0–1 | 0–1    |
| Stellenbosch          | 3–1          | AS Vita Club      | 2–0 | 1–1    |
| Lunda Sur             | 2–2 (v.)     | Sekhukhune United | 1–0 | 1–2    |
| Bravos do Maquis      | 3–1          | Saint-Éloi Lupopo | 1–0 | 2–1    |
| Black Bulls           | 2–2 (v.)     | AS Otoho          | 1–0 | 1–2    |
| Orapa United          | 1–1 (3:1 p.) | Dynamos           | 0–1 | 1–0    |
| Nsoatreman            | 0–3          | CS Constantine    | 0–2 | 0–1    |

#### Resultados
| Ida; 14 de septiembre de 2024 | Dadje FC | 0:2     | RS Berkane                   | Estadio de l'Amitié, Cotonú, Benín  |                                     |
| 16:00 UTC+01:00               |          | Reporte | - Bassène 57' - Khairi 90+4' | Árbitro(s): Andre Kolissala Mbangui | Árbitro(s): Andre Kolissala Mbangui |

| Vuelta; 20 de septiembre de 2024 | RS Berkane                                                                        | 5:0     | Dadje FC | Estadio Municipal de Berkane, Berkán |                                   |
| 20:00 UTC+01:00                  | - Manaout 16' - Santos 25' - Khairi 42' - Dayo 55' (pen.) - Lamlioui 90+6' (pen.) | Reporte |          | Árbitro(s): Andofetra Rakotojaona    | Árbitro(s): Andofetra Rakotojaona |

| Ida; 15 de septiembre de 2024 | ASC Kara                    | 2:1     | ASEC Mimosas  | Estadio de Kégué, Lomé    |                           |
| 16:00 UTC+00:00               | - Agbetogon 56' - Akoro 60' | Reporte | - Cissé 90+4' | Árbitro(s): Issa Mouhamed | Árbitro(s): Issa Mouhamed |

| Vuelta; 22 de septiembre de 2024 | ASEC Mimosas                           | 2:0     | ASC Kara | Estadio Houphouët-Boigny, Abiyán |                             |
| 16:00 UTC+00:00                  | - So. Coulibaly 45' - Diarrassouba 48' | Reporte |          | Árbitro(s): Abdulrazg Ahmed      | Árbitro(s): Abdulrazg Ahmed |

| Ida; 14 de septiembre de 2024 | Paynesville  | 1:0     | Stade Malien | Complejo Deportivo Samuel Kanyon Doe, Monrovia |                  |
| 16:00 UTC+00:00               | - Yangbe 73' | Reporte |              | Árbitro(s): [[]]                               | Árbitro(s): [[]] |

| Vuelta; 20 de septiembre de 2024 | Stade Malien                                      | 3:1     | Paynesville | Estadio del 26 de Marzo, Bamako    |                                    |
| 16:30 UTC+00:00                  | - Cissé 10' - Magassouba 18' - Deanneh 24' (a.g.) | Reporte | - Paye 59'  | Árbitro(s): Rulisa Patience Fidele | Árbitro(s): Rulisa Patience Fidele |

| Ida; 13 de septiembre de 2024 | Étoile Filante | 0:0     | Enyimba | Estadio Mamadou Konaté, Bamako, Mali |                            |
| 16:00 UTC+00:00               |                | Reporte |         | Árbitro(s): Tuoniféré Soro           | Árbitro(s): Tuoniféré Soro |

| Vuelta; 22 de septiembre de 2024 | Enyimba | 0:0 (3:2 p.) | Étoile Filante | Estadio Internacional Godswill Akpabio, Uyo, Nigeria |                                 |
| 16:00 UTC+01:00                  |         | Reporte      |                | Árbitro(s): Rodrigue Bigirimana                      | Árbitro(s): Rodrigue Bigirimana |

| Ida; 13 de septiembre de 2024 | RC Abidjan | 0:0     | ASC Jaraaf | Estadio Houphouët-Boigny, Abiyán, Costa de Marfil |                                    |
| 16:00 UTC+01:00               |            | Reporte |            | Árbitro(s): Belay Tadesse Asserese                | Árbitro(s): Belay Tadesse Asserese |

| Vuelta; 22 de septiembre de 2024 | ASC Jaraaf                                        | 3:0     | RC Abidjan | Stade Lat-Dior, Thiès, Senegal |                              |
| 17:00 UTC+00:00                  | - Fall 7' - Dione 42' (pen.) - Bocandé 87' (pen.) | Reporte |            | Árbitro(s): Mahmoud El Banna   | Árbitro(s): Mahmoud El Banna |

| Ida; 14 de septiembre de 2024 | Administration Police | 0:1     | Zamalek       | Estadio Nacional Nyayo, Nairobi, Kenia |                             |
| 15:00 UTC+03:00               |                       | Reporte | - El Said 45' | Árbitro(s): Hillary Hambaba            | Árbitro(s): Hillary Hambaba |

| Vuelta; 20 de septiembre de 2024 | Zamalek                | 2:1     | Administration Police | Estadio Internacional de El Cairo, El Cairo, Egipto |                                        |
| 20:00 UTC+03:00                  | - Zizo 55' - Maher 59' | Reporte | - Were 65'            | Árbitro(s): Mweshitsama Negongo Naftal              | Árbitro(s): Mweshitsama Negongo Naftal |

| Ida; 14 de septiembre de 2024 | Stade Tunisien | 1:0     | USM Alger | Estadio Olímpico de Radès, Radès, [Túnez]] |                                         |
| 19:00 UTC+01:00               | - Smaali 86'   | Reporte |           | Árbitro(s): Jean Pierre Nguiene Bissila    | Árbitro(s): Jean Pierre Nguiene Bissila |

| Vuelta; septiembre de 2024 | USM Alger                   | 2:0     | Stade Tunisien | Estadio Miloud Hadefi, Orán, Argelia |                                 |
| 18:00 UTC+01:00            | - Mondeko 75' - Gassama 90' | Reporte |                | Árbitro(s): Sabri Mohamed Fadul      | Árbitro(s): Sabri Mohamed Fadul |

| Ida; 15 de septiembre de 2024 | Al Ahli Tripoli | 0:0     | Simba | Estadio Internacional de Trípoli, Trípoli, Libia |                  |
| 19:00 UTC+02:00               |                 | Reporte |       | Árbitro(s): [[]]                                 | Árbitro(s): [[]] |

| Vuelta; septiembre de 2024 | Simba                               | 3:1     | Al Ahli Tripoli | Estadio Nacional Benjamin Mkapa, Dar es-Salam, Tanzania |                             |
| 16:00 UTC+03:00            | - Denis 30' - Ateba 45' - Balua 90' | Reporte | - Mabululu 17'  | Árbitro(s): Abdoulaye Manet                             | Árbitro(s): Abdoulaye Manet |

| Ida; 15 de septiembre de 2024 | Al Hilal Benghazi                            | 3:2     | Al Masry            | Estadio de los Mártires de Febrero, Bengasi, (Libia) |                                    |
| 19:00 UTC+02:00               | - Eshtawi 64' - Al Badri 72' - Ben Salem 85' | Reporte | - Mohsen 45+4', 69' | Árbitro(s): Tanguy Patrice Mebiame                   | Árbitro(s): Tanguy Patrice Mebiame |

| Vuelta; septiembre de 2024 | Al Masry                            | 3:2 (5:3 p.) | Al Hilal Benghazi                    | Estadio Borg El Arab, Alejandría, Egipto |                           |
| 19:00 UTC+03:00            | - Mohsen 18', 39' - Ben Youssef 83' | Reporte      | - El Mohamady 14' (a.g.) - Onana 90' | Árbitro(s): Samir Guezzaz                | Árbitro(s): Samir Guezzaz |

| Ida; 15 de septiembre de 2024 | Rukinzo | 0:1     | CS Sfaxien   | Stade Taïeb Mhiri, Sfax, Túnez    |                                   |
| 16:00 UTC+01:00               |         | Reporte | - Dhaoui 15' | Árbitro(s): Julian Nii Akwa Nunoo | Árbitro(s): Julian Nii Akwa Nunoo |

| Vuelta; septiembre de 2024 | CS Sfaxien     | 1:0     | Rukinzo | Stade Taïeb Mhiri, Sfax, Túnez     |                                    |
| 18:30 UTC+01:00            | - Sekkouhi 73' | Reporte |         | Árbitro(s): Yannick Malala Kabanga | Árbitro(s): Yannick Malala Kabanga |

| Ida; 13 de septiembre de 2024 | Stellenbosch                | 2:0     | AS Vita Club | Estadio de Ciudad del Cabo, Ciudad del Cabo, Sudáfrica |                           |
| 19:00 UTC+02:00               | - Moloisane 7' - Mojela 12' | Reporte |              | Árbitro(s): Celso Alvação                              | Árbitro(s): Celso Alvação |

| Vuelta; septiembre de 2024 | AS Vita Club         | 1:1     | Stellenbosch | Estadio de los Mártires, Kinsasa, República Democrática del Congo |                                   |
| 15:00 UTC+01:00            | - Djambae 90' (pen.) | Reporte | - Mojela 76' | Árbitro(s): Rashid Mohamed Conteh                                 | Árbitro(s): Rashid Mohamed Conteh |

| Ida; 14 de septiembre de 2024 | Lunda Sur  | 1:0     | Sekhukhune United | Estadio 11 de Noviembre, Talatona, Angola |                             |
| 15:00 UTC+01:00               | - Joca 90' | Reporte |                   | Árbitro(s): Emmanuel Mensah               | Árbitro(s): Emmanuel Mensah |

| Vuelta; septiembre de 2024 | Sekhukhune United   | 2:1     | Lunda Sur  | Estadio Peter Mokaba, Polokwane, Sudáfrica |                            |
| 18:00 UTC+02:00            | - Makgalwa 24', 69' | Reporte | - Neto 35' | Árbitro(s): Salisu Basheer                 | Árbitro(s): Salisu Basheer |

| Ida; 15 de septiembre de 2024 | Bravos do Maquis | 1:0     | Saint-Éloi Lupopo | Estadio Alto da Chela, Lubango, Angola |                           |
| 16:00 UTC+01:00               | - Matoco 90+6'   | Reporte |                   | Árbitro(s): Jean Ouattara              | Árbitro(s): Jean Ouattara |

| Vuelta; septiembre de 2024 | Saint-Éloi Lupopo   | 1:2     | Bravos do Maquis                 | Stade Frederic Kibassa Maliba, Lubumbashi, República Democrática del Congo |                            |
| 16:30 UTC+02:00            | - Obassi 20' (pen.) | Reporte | - Katumbwe 66' (a.g.) - Fota 88' | Árbitro(s): Adalbert Diouf                                                 | Árbitro(s): Adalbert Diouf |

| Ida; 14 de septiembre de 2024 | Black Bulls | 1:0     | AS Otohô | Campo da ABB, Maputo, (Mozambique) |                                |
| 15:00 UTC+02:00               | - Guèye 55' | Reporte |          | Árbitro(s): Mohamed Ali Moussa     | Árbitro(s): Mohamed Ali Moussa |

| Vuelta; septiembre de 2024 | AS Otohô                               | 2:1     | Black Bulls | Stade Alphonse Massemba-Débat, Brazzaville, República del Congo |                        |
| 15:30 UTC+01:00            | - Bitheghe 89' (pen.) - Mouandza 90+3' | Reporte | - Ifoni 78' | Árbitro(s): Naim Hosni                                          | Árbitro(s): Naim Hosni |

| Ida; 15 de septiembre de 2024 | Orapa United | 0:1     | Dynamos        | Francistown Stadium, Francistown, Botsuana |                              |
| 16:00 UTC+02:00               |              | Reporte | - Kadonzvo 87' | Árbitro(s): Ailton Carmelino               | Árbitro(s): Ailton Carmelino |

| Vuelta; septiembre de 2024 | Dynamos | 0:1 (3:1 p.) | Orapa United          | Francistown Stadium, Francistown, Botsuana   |                                              |
| 15:00 UTC+02:00            |         | Reporte      | - Makarati 71' (a.g.) | Árbitro(s): Anthony Kiri Emmanuel Daudfourth | Árbitro(s): Anthony Kiri Emmanuel Daudfourth |

| Ida; 13 de septiembre de 2024 | Nsoatreman | 0:2     | CS Constantine     | Accra Sports Stadium, Acra, Ghana  |                                    |
| 15:00 UTC+00:00               |            | Reporte | - Benchaâ 11', 27' | Árbitro(s): Masangune Louis Mwamba | Árbitro(s): Masangune Louis Mwamba |

| Vuelta; septiembre de 2024 | CS Constantine | 1:0     | Nsoatreman | Estadio Chahid Hamlaoui, Constantina (Argelia), Argelia |                             |
| 18:00 UTC+01:00            | - Benchaâ 20'  | Reporte |            | Árbitro(s): Thabani Ruzario                             | Árbitro(s): Thabani Ruzario |

## Formato
El sorteo de la fase de grupos se celebró el 7 de octubre de 2024 a las 11:00 GMT (14:00 hora local, UTC+3), en El Cairo, Egipto. Los 16 ganadores de la segunda ronda de eliminatorias fueron sorteados en cuatro grupos de cuatro.
Los equipos fueron clasificados según sus actuaciones en las competiciones de la CAF durante las cinco temporadas anteriores ( los puntos de la clasificación de la CAF de 5 años se muestran junto a cada equipo). Cada grupo contiene un equipo de cada uno de los Bombos 1, 2, 3 y 4, y cada equipo fue asignado a las posiciones en su grupo de acuerdo con su bombo.

## Fase de grupos
En la fase de grupos, cada grupo juega con un sistema de ida y vuelta. Los ganadores y subcampeones de cada grupo avanzarán a los cuartos de final de la fase eliminatoria.

#### Grupo A
| Pos. | Equipo           | Pts. | PJ | G | E | P | GF | GC | Dif. | Clasificación              |     | SIM | CSC | BRA | CSS |
| ---- | ---------------- | ---- | -- | - | - | - | -- | -- | ---- | -------------------------- | --- | --- | --- | --- | --- |
| 1    | Simba            | 13   | 6  | 4 | 1 | 1 | 8  | 4  | +4   | Avanza a Fase eliminatoria |     | —   | 2–0 | 1–0 | 2–1 |
| 2    | CS Constantine   | 12   | 6  | 4 | 0 | 2 | 12 | 6  | +6   | Avanza a Fase eliminatoria |     | 2–1 | —   | 4–0 | 3–0 |
| 3    | Bravos do Maquis | 7    | 6  | 2 | 1 | 3 | 7  | 14 | −7   |                            |     | 1–1 | 3–2 | —   | 3–2 |
| 4    | CS Sfaxien       | 3    | 6  | 1 | 0 | 5 | 7  | 10 | −3   |                            | 0–1 | 0–1 | 4–0 | —   |     |

 Fuente: CAF
| Ida; 27 de noviembre de 2024 | Simba              | 1:0     | Bravos do Maquis | Estadio Nacional Benjamin Mkapa, Dar es-Salam |                           |
| 16:00 UTC+03:00              | - Ahoua 27' (pen.) | Reporte |                  | Árbitro(s): Ibrahim Mutaz                     | Árbitro(s): Ibrahim Mutaz |

| Ida; 27 de noviembre de 2024 | CS Sfaxien | 0:1     | CS Constantine | Estadio Olímpico de Radès, Radès |                              |
| 17:00 UTC+01:00              |            | Reporte | - Dib 81'      | Árbitro(s): Mahmoud El-Banna     | Árbitro(s): Mahmoud El-Banna |

| Ida; 8 de diciembre de 2024 | CS Constantine               | 2:1     | Simba          | Estadio Chahid Hamlaoui, Constantina (Argelia) |                                 |
| 17:00 UTC+01:00             | - Hamza 46' (a.g.) - Dib 50' | Reporte | - Husseini 24' | Árbitro(s): Godfrey Nkhakananga                | Árbitro(s): Godfrey Nkhakananga |

| Ida; 8 de diciembre de 2024 | Bravos do Maquis                                   | 3:2     | CS Sfaxien                    | Estadio 11 de Noviembre, Talatona, Angola |                                    |
| 17:00 UTC+01:00             | - Mosiatlhaga 27' - Paciência 39' - Macaiabo 45+2' | Reporte | - Cristo 29' - Haj Hassen 47' | Árbitro(s): Patrice Tanguy Mebiame        | Árbitro(s): Patrice Tanguy Mebiame |

| Ida; 15 de diciembre de 2024 | Simba             | 2:1     | CS Sfaxien      | Estadio Nacional Benjamin Mkapa, Dar es-Salam |                                   |
| 16:00 UTC+03:00              | - Denis 7', 90+9' | Reporte | - Haj Hassen 3' | Árbitro(s): Andofetra Rakotojaona             | Árbitro(s): Andofetra Rakotojaona |

| Ida; 15 de diciembre de 2024 | Bravos do Maquis                                   | 3:2     | CS Constantine               | Estadio 11 de Noviembre, Talatona, Angola |                          |
| 17:00 UTC+01:00              | - Paciência 17' (pen.) - Francis 21' - Célio 90+4' | Reporte | - Mouaki 63' - Bellaouel 79' | Árbitro(s): Peter Waweru                  | Árbitro(s): Peter Waweru |

| Ida; 5 de enero de 2025 | CS Sfaxien | 0:1     | Simba       | Estadio Olímpico de Radès, Radès |                          |
| 17:00 UTC+01:00         |            | Reporte | - Ahoua 34' | Árbitro(s): Daouda Guèye         | Árbitro(s): Daouda Guèye |

| Ida; 5 de enero de 2025 | CS Constantine                                            | 4:0     | Bravos do Maquis | Estadio Chahid Hamlaoui, Constantina (Argelia) |                           |
| 20:00 UTC+01:00         | - Rebiaï 41' - Omoyele 45+1' - Belhocini 86' - Mouaki 89' | Reporte |                  | Árbitro(s): Issa Mouhamed                      | Árbitro(s): Issa Mouhamed |

| Ida; 12 de enero de 2025 | Bravos do Maquis  | 1:1     | Simba       | Estadio 11 de Noviembre, Talatona, Angola |                           |
| 17:00 UTC+01:00          | - Mosiatlhaga 13' | Reporte | - Ateba 69' | Árbitro(s): Jean Ouattara                 | Árbitro(s): Jean Ouattara |

| Ida; 12 de enero de 2025 | CS Constantine                    | 3:0     | CS Sfaxien | Estadio Chahid Hamlaoui, Constantina (Argelia) |                       |
| 17:00 UTC+01:00          | - Benchaâ 30', 70' - Temine 90+4' | Reporte |            | Árbitro(s): Amin Omar                          | Árbitro(s): Amin Omar |

| Ida; 19 de enero de 2025 | Simba                   | 2:0     | CS Constantine | Estadio Nacional Benjamin Mkapa, Dar es-Salam |                           |
| 16:00 UTC+03:00          | - Denis 61' - Ateba 79' | Reporte |                | Árbitro(s): Celso Alvação                     | Árbitro(s): Celso Alvação |

| Ida; 19 de enero de 2025 | CS Sfaxien                                                          | 4:0     | Bravos do Maquis | Estadio Olímpico de Radès, Radès |                              |
| 14:00 UTC+01:00          | - Nasraoui 3' - Sekkouhi 33' - Neves 54' (a.g.) - Samy 90+5' (a.g.) | Reporte |                  | Árbitro(s): Younoussa Camara     | Árbitro(s): Younoussa Camara |

#### Grupo B
| Pos. | Equipo       | Pts. | PJ | G | E | P | GF | GC | Dif. | Clasificación              |     | RSB | STE | DLS | SMA |
| ---- | ------------ | ---- | -- | - | - | - | -- | -- | ---- | -------------------------- | --- | --- | --- | --- | --- |
| 1    | RS Berkane   | 16   | 6  | 5 | 1 | 0 | 12 | 1  | +11  | Avanza a Fase eliminatoria |     | —   | 5–0 | 2–0 | 1–0 |
| 2    | Stellenbosch | 9    | 6  | 3 | 0 | 3 | 6  | 10 | −4   | Avanza a Fase eliminatoria |     | 1–3 | —   | 2–0 | 2–0 |
| 3    | Lunda Sur    | 5    | 6  | 1 | 2 | 3 | 2  | 6  | −4   |                            |     | 0–0 | 0–1 | —   | 1–1 |
| 4    | Stade Malien | 4    | 6  | 1 | 1 | 4 | 3  | 6  | −3   |                            | 0–1 | 2–0 | 0–1 | —   |     |

 Fuente: CAF
| Ida; 27 de noviembre de 2024 | Stade Malien                              | 2:0     | Stellenbosch | Estadio del 26 de Marzo, Bamako |                          |
| 16:00 UTC+00:00              | - Mandjan 15' - D. Coulibaly 90+6' (pen.) | Reporte |              | Árbitro(s): Mehrez Melki        | Árbitro(s): Mehrez Melki |

| Ida; 27 de noviembre de 2024 | RS Berkane      | 2:0     | Lunda Sur | Estadio Municipal de Berkane, Berkan |                             |
| 20:00 UTC+01:00              | - Dayo 21', 79' | Reporte |           | Árbitro(s): Messie Nkounkou          | Árbitro(s): Messie Nkounkou |

| Ida; 8 de diciembre de 2024 | Stellenbosch  | 1:3     | RS Berkane                    | Estadio Moses Mabhida, Durban |                     |
| 15:00 UTC+02:00             | - Butsaka 87' | Reporte | - Zghoudi 5', 15' - Hajji 83' | Árbitro(s): Issa Sy           | Árbitro(s): Issa Sy |

| Ida; 8 de diciembre de 2024 | Lunda Sur      | 1:1     | Stade Malien   | Estadio 11 de Noviembre, Talatona, Angola |                           |
| 14:00 UTC+01:00             | - Danilson 74' | Reporte | - S. Diaby 69' | Árbitro(s): Issa Mouhamed                 | Árbitro(s): Issa Mouhamed |

| Ida; 15 de diciembre de 2024 | Lunda Sur | 0:1     | Stellenbosch | Estadio 11 de Noviembre, Talatona, Angola |                             |
| 14:00 UTC+01:00              |           | Reporte | - Titus 89'  | Árbitro(s): Abdulrazg Ahmed               | Árbitro(s): Abdulrazg Ahmed |

| Ida; 15 de diciembre de 2024 | RS Berkane        | 1:0     | Stade Malien | Estadio Municipal de Berkane, Berkan  |                                       |
| 20:00 UTC+01:00              | - Dayo 86' (pen.) | Reporte |              | Árbitro(s): Jean-Jacques Ndala Ngambo | Árbitro(s): Jean-Jacques Ndala Ngambo |

| Ida; 5 de enero de 2025 | Stellenbosch              | 2:0     | Lunda Sur | Estadio Moses Mabhida, Durban |                             |
| 18:00 UTC+02:00         | - De Jong 50', 65' (pen.) | Reporte |           | Árbitro(s): Hillary Hambaba   | Árbitro(s): Hillary Hambaba |

| Ida; 5 de enero de 2025 | Stade Malien | 0:1     | RS Berkane  | Estadio del 26 de Marzo, Bamako   |                                   |
| 19:00 UTC+00:00         |              | Reporte | - Riahi 64' | Árbitro(s): Bamlak Tessema Weyesa | Árbitro(s): Bamlak Tessema Weyesa |

| Ida; 12 de enero de 2025 | Lunda Sur | 0:0     | RS Berkane | Estadio 11 de Noviembre, Talatona, Angola |                                       |
| 14:00 UTC+01:00          |           | Reporte |            | Árbitro(s): Pacifique Ndabihawenimana     | Árbitro(s): Pacifique Ndabihawenimana |

| Ida; 12 de enero de 2025 | Stellenbosch                      | 2:0     | Stade Malien | Estadio Moses Mabhida, Durban |                            |
| 15:00 UTC+02:00          | - Basadien 30' (pen.) - Adams 39' | Reporte |              | Árbitro(s): Yannick Malala    | Árbitro(s): Yannick Malala |

| Ida; 19 de enero de 2025 | RS Berkane                                                 | 5:0     | Stellenbosch | Estadio Municipal de Berkane, Berkan |                           |
| 20:00 UTC+01:00          | - Lamlioui 7' - Mehri 15' - Bassène 66', 84' - Zghoudi 80' | Reporte |              | Árbitro(s): Ahmed Arajiga            | Árbitro(s): Ahmed Arajiga |

| Ida; 19 de enero de 2025 | Stade Malien | 0:1     | Lunda Sur  | Estadio del 26 de Marzo, Bamako |                              |
| 19:00 UTC+00:00          |              | Reporte | - Joca 24' | Árbitro(s): Mustapha Ghorbal    | Árbitro(s): Mustapha Ghorbal |

#### Grupo C
| Pos. | Equipo       | Pts. | PJ | G | E | P | GF | GC | Dif. | Clasificación              |     | USM | MIM | JAR | ORA |
| ---- | ------------ | ---- | -- | - | - | - | -- | -- | ---- | -------------------------- | --- | --- | --- | --- | --- |
| 1    | USM Alger    | 14   | 6  | 4 | 2 | 0 | 14 | 2  | +12  | Avanza a Fase eliminatoria |     | —   | 3–0 | 2–0 | 6–0 |
| 2    | ASEC Mimosas | 8    | 6  | 2 | 2 | 2 | 7  | 5  | +2   | Avanza a Fase eliminatoria |     | 1–1 | —   | 2–0 | 4–0 |
| 3    | ASC Jaraaf   | 8    | 6  | 2 | 2 | 2 | 2  | 4  | −2   |                            |     | 0–0 | 1–0 | —   | 1–0 |
| 4    | Orapa United | 2    | 6  | 0 | 2 | 4 | 1  | 13 | −12  |                            | 1–2 | 0–0 | 0–0 | —   |     |

 Fuente: CAF
| Ida; 27 de noviembre de 2024 | ASEC Mimosas                | 2:0     | ASC Jaraaf | Estadio Houphouët-Boigny, Abiyán  |                                   |
| 16:00 UTC+00:00              | - Cissé 45' - Tshisungu 71' | Reporte |            | Árbitro(s): Celso Armindo Alvação | Árbitro(s): Celso Armindo Alvação |

| Ida; 27 de noviembre de 2024 | USM Alger                                                                      | 6:0     | Orapa United | Estadio 5 de julio de 1962, Argel |                          |
| 20:00 UTC+01:00              | - Belkacemi 4', 15' - Radouani 34' - Musa Alli 45+1' - Lamara 48' - Merili 71' | Reporte |              | Árbitro(s): Lamin Jammeh          | Árbitro(s): Lamin Jammeh |

| Ida; 8 de diciembre de 2024 | Orapa United | 0:0     | ASEC Mimosas | Estadio Francistown, Francistown, Botsuana |                                |
| 15:00 UTC+02:00             |              | Reporte |              | Árbitro(s): Abdou Abdel Mefire             | Árbitro(s): Abdou Abdel Mefire |

| Ida; 8 de diciembre de 2024 | ASC Jaraaf | 0:0     | USM Alger | Estadio Abdoulaye Wade, Dakar |                             |
| 16:00 UTC+00:00             |            | Reporte |           | Árbitro(s): Samuel Uwikunda   | Árbitro(s): Samuel Uwikunda |

| Ida; 15 de diciembre de 2024 | Orapa United | 0:0     | ASC Jaraaf | Estadio Francistown, Francistown, Botsuana |                                       |
| 15:00 UTC+02:00              |              | Reporte |            | Árbitro(s): Jean-Jacques Ndala Ngambo      | Árbitro(s): Jean-Jacques Ndala Ngambo |

| Ida; 15 de diciembre de 2024 | USM Alger                                      | 3:0     | ASEC Mimosas | Estadio 5 de julio de 1962, Argel |                             |
| 20:00 UTC+01:00              | - Yabré 16' (a.g.) - Belkacemi 41' (pen.), 54' | Reporte |              | Árbitro(s): Abdoulaye Manet       | Árbitro(s): Abdoulaye Manet |

| Ida; 5 de enero de 2025 | ASC Jaraaf      | 1:0     | Orapa United | Estadio Abdoulaye Wade, Dakar |                            |
| 16:00 UTC+00:00         | - A. Fall 90+8' | Reporte |              | Árbitro(s): Tanguy Mebiame    | Árbitro(s): Tanguy Mebiame |

| Ida; 5 de enero de 2025 | ASEC Mimosas       | 1:1     | USM Alger       | Estadio Houphouët-Boigny, Abiyán |                                 |
| 16:00 UTC+00:00         | - Diarrassouba 31' | Reporte | - Benmazouz 71' | Árbitro(s): Jean Pierre Nguiene  | Árbitro(s): Jean Pierre Nguiene |

| Ida; 12 de enero de 2025 | Orapa United  | 1:2     | USM Alger                  | Estadio Francistown, Francistown, Botsuana |                           |
| 15:00 UTC+02:00          | - Moloi 90+5' | Reporte | - Gassama 14' - Ghacha 60' | Árbitro(s): Joseph Ogabor                  | Árbitro(s): Joseph Ogabor |

| Ida; 12 de enero de 2025 | ASC Jaraaf  | 1:0     | ASEC Mimosas | Estadio Abdoulaye Wade, Dakar    |                                  |
| 16:00 UTC+00:00          | - Oualy 26' | Reporte |              | Árbitro(s): Jelly Alfred Chavani | Árbitro(s): Jelly Alfred Chavani |

| Ida; 19 de enero de 2025 | USM Alger                        | 2:0     | ASC Jaraaf | Estadio 5 de julio de 1962, Argel |                           |
| 20:00 UTC+01:00          | - Belkacemi 81' - Radouani 90+9' | Reporte |            | Árbitro(s): Aklesso Gnama         | Árbitro(s): Aklesso Gnama |

| Ida; 19 de enero de 2025 | ASEC Mimosas                                      | 4:0     | Orapa United | Estadio Houphouët-Boigny, Abiyán |                          |
| 19:00 UTC+00:00          | - Ecua 36', 64' - Dagrou 79' - Diarrassouba 90+2' | Reporte |              | Árbitro(s): Lamin Jammeh         | Árbitro(s): Lamin Jammeh |

#### Grupo D
| Pos. | Equipo      | Pts. | PJ | G | E | P | GF | GC | Dif. | Clasificación              |     | ZAM | MAS | ENY | BUL |
| ---- | ----------- | ---- | -- | - | - | - | -- | -- | ---- | -------------------------- | --- | --- | --- | --- | --- |
| 1    | Zamalek     | 14   | 6  | 4 | 2 | 0 | 11 | 4  | +7   | Avanza a Fase eliminatoria |     | —   | 1–0 | 3–1 | 2–0 |
| 2    | Al Masry    | 9    | 6  | 2 | 3 | 1 | 7  | 4  | +3   | Avanza a Fase eliminatoria |     | 0–0 | —   | 2–0 | 3–1 |
| 3    | Enyimba     | 5    | 6  | 1 | 2 | 3 | 8  | 12 | −4   |                            |     | 2–2 | 1–1 | —   | 4–1 |
| 4    | Black Bulls | 4    | 6  | 1 | 1 | 4 | 7  | 13 | −6   |                            | 1–3 | 1–1 | 3–0 | —   |     |

 Fuente: CAF
| Ida; 27 de noviembre de 2024 | Al Masry         | 2:0     | Enyimba | Estadio del Canal de Suez, Ismailía |                           |
| 18:00 UTC+02:00              | - Hamada 5', 74' | Reporte |         | Árbitro(s): Boubou Traoré           | Árbitro(s): Boubou Traoré |

| Ida; 27 de noviembre de 2024 | Zamalek                       | 2:0     | Black Bulls | Estadio Internacional de El Cairo, El Cairo |                                   |
| 21:00 UTC+02:00              | - Abdel Rahim 45' - Donga 50' | Reporte |             | Árbitro(s): Mohamed Diraneh Guedi           | Árbitro(s): Mohamed Diraneh Guedi |

| Ida; 8 de diciembre de 2024 | Enyimba                          | 2:2     | Zamalek                  | Estadio Internacional Godswill Akpabio, Uyo |                                 |
| 17:00 UTC+01:00             | - Ihemekwele 45+4' - Chinedu 57' | Reporte | - Jaziri 33' - Faraj 40' | Árbitro(s): Jean Claude Ishimwe             | Árbitro(s): Jean Claude Ishimwe |

| Ida; 8 de diciembre de 2024 | Black Bulls  | 1:1     | Al Masry    | Estadio do Zimpeto, Maputo     |                                |
| 21:00 UTC+02:00             | - Nené 90+2' | Reporte | - Gaber 10' | Árbitro(s): Joseph Odey Ogabor | Árbitro(s): Joseph Odey Ogabor |

| Ida; 15 de diciembre de 2024 | Black Bulls                              | 3:0     | Enyimba | Estadio do Zimpeto, Maputo        |                                   |
| 15:00 UTC+02:00              | - Akporoh 16' - Fidel 57' - Abubakar 64' | Reporte |         | Árbitro(s): Bamlak Tessema Weyesa | Árbitro(s): Bamlak Tessema Weyesa |

| Ida; 15 de diciembre de 2024 | Zamalek    | 1:0     | Al Masry | Estadio Internacional de El Cairo, El Cairo |                              |
| 18:00 UTC+02:00              | - Zizo 63' | Reporte |          | Árbitro(s): Mustapha Ghorbal                | Árbitro(s): Mustapha Ghorbal |

| Ida; 5 de enero de 2025 | Enyimba                                      | 4:1     | Black Bulls | Estadio Internacional Godswill Akpabio, Uyo |                          |
| 17:00 UTC+01:00         | - Atule 6', 90' - Ihemekwele 45' - Ideye 67' | Reporte | - Ifoni 12' | Árbitro(s): Mehrez Melki                    | Árbitro(s): Mehrez Melki |

| Ida; 5 de enero de 2025 | Al Masry | 0:0     | Zamalek | Estadio Borg El Arab, Alejandría |                              |
| 18:00 UTC+02:00         |          | Reporte |         | Árbitro(s): Lahlou Benbraham     | Árbitro(s): Lahlou Benbraham |

| Ida; 12 de enero de 2025 | Black Bulls | 1:3     | Zamalek                      | Estadio do Zimpeto, Maputo  |                             |
| 18:00 UTC+02:00          | - Ifoni 62' | Reporte | - Ashraf 51', 53' - Zizo 82' | Árbitro(s): Fabricio Duarte | Árbitro(s): Fabricio Duarte |

| Ida; 12 de enero de 2025 | Enyimba          | 1:1     | Al Masry    | Estadio Internacional Godswill Akpabio, Uyo |                          |
| 17:00 UTC+01:00          | - Ihemekwele 47' | Reporte | - Hashem 8' | Árbitro(s): Cumar Cartan                    | Árbitro(s): Cumar Cartan |

| Ida; 19 de enero de 2025 | Zamalek                         | 3:1     | Enyimba          | Estadio Internacional de El Cairo, El Cairo |                          |
| 18:00 UTC+02:00          | - Shalaby 29' - Jaziri 48', 87' | Reporte | - Ihemekwele 57' | Árbitro(s): Pierre Atcho                    | Árbitro(s): Pierre Atcho |

| Ida; 19 de enero de 2025 | Al Masry                    | 3:1     | Black Bulls   | Estadio Borg El Arab, Alejandría |                                 |
| 18:00 UTC+02:00          | - Ben Youssef 22', 42', 45' | Reporte | - Akporoh 57' | Árbitro(s): Jeannot Franck Bito  | Árbitro(s): Jeannot Franck Bito |

### Equipos clasificados
| Grupo | Primeros   | Segundos       |
| ----- | ---------- | -------------- |
| A     | Simba      | CS Constantine |
| B     | RS Berkane | Stellenbosch   |
| C     | USM Alger  | ASEC Mimosas   |
| D     | Zamalek    | Al Masry       |

## Fase final
El sorteo de los cuartos de final se celebró el 20 de febrero de 2025 en Doha, Catar.

### Cuadro de desarrollo
|  | Cuartos de final | Cuartos de final | Cuartos de final | Cuartos de final |   |            | Semifinales | Semifinales | Semifinales | Semifinales |  |            | Final | Final | Final | Final |  |
|  |                  |                  |                  |                  |   |            |             |             |             |             |  |            |       |       |       |       |  |
|  |                  |                  |                  |                  |   |            |             |             |             |             |  |            |       |       |       |       |  |
|  | ASEC Mimosas     | 0                | 0                | 0                |   |            |             |             |             |             |  |            |       |       |       |       |  |
|  | ASEC Mimosas     | 0                | 0                | 0                |   |            |             |             |             |             |  |            |       |       |       |       |  |
|  | RS Berkane       | 1                | 1                | 2                |   |            |             |             |             |             |  |            |       |       |       |       |  |
|  | RS Berkane       | 1                | 1                | 2                |   | RS Berkane | 4           | 0           | 4           |             |  |            |       |       |       |       |  |
|  |                  |                  |                  |                  |   | RS Berkane | 4           | 0           | 4           |             |  |            |       |       |       |       |  |
|  |                  |                  | CS Constantine   | 0                | 1 | 1          |             |             |             |             |  |            |       |       |       |       |  |
|  | CS Constantine   | 1                | CS Constantine   | 0                | 1 | 1          | 1           | 2 (4)       |             |             |  |            |       |       |       |       |  |
|  | CS Constantine   | 1                |                  |                  |   |            |             |             |             |             |  |            |       |       |       |       |  |
|  | USM Alger        | 1                | 1                | 2 (3)            |   |            |             |             |             |             |  |            |       |       |       |       |  |
|  | USM Alger        | 1                | 1                | 2 (3)            |   |            |             |             |             |             |  | RS Berkane | 2     | 1     | 3     |       |  |
|  |                  |                  |                  |                  |   |            |             |             |             |             |  | RS Berkane | 2     | 1     | 3     |       |  |
|  |                  |                  | Simba            | 0                | 1 | 1          |             |             |             |             |  |            |       |       |       |       |  |
|  | Al Masry         | 2                | Simba            | 0                | 1 | 1          | 0           | 2 (1)       |             |             |  |            |       |       |       |       |  |
|  | Al Masry         | 2                |                  |                  |   |            |             |             |             |             |  |            |       |       |       |       |  |
|  | Simba            | 0                | 2                | 2 (4)            |   |            |             |             |             |             |  |            |       |       |       |       |  |
|  | Simba            | 0                | 2                | 2 (4)            |   | Simba      | 1           | 0           | 1           |             |  |            |       |       |       |       |  |
|  |                  |                  |                  |                  |   | Simba      | 1           | 0           | 1           |             |  |            |       |       |       |       |  |
|  |                  |                  | Stellenbosch     | 0                | 0 | 0          |             |             |             |             |  |            |       |       |       |       |  |
|  | Stellenbosch     | 0                | Stellenbosch     | 0                | 0 | 0          | 1           | 1           |             |             |  |            |       |       |       |       |  |
|  | Stellenbosch     | 0                |                  |                  |   |            |             |             |             |             |  |            |       |       |       |       |  |
|  | Zamalek          | 0                | 0                | 0                |   |            |             |             |             |             |  |            |       |       |       |       |  |
|  | Zamalek          | 0                | 0                | 0                |   |            |             |             |             |             |  |            |       |       |       |       |  |
|  |                  |                  |                  |                  |   |            |             |             |             |             |  |            |       |       |       |       |  |

### Cuartos de final
| Ida; 2 de abril de 2025 | Stellenbosch | 0:0     | Zamalek | Estadio Loftus Versfeld, Pretoria, Sudáfrica |                            |
| 15:00 UTC+02:00         |              | Reporte |         | Árbitro(s): Tanguy Mebiame                   | Árbitro(s): Tanguy Mebiame |

| Vuelta; 9 de abril de 2025 | Zamalek | 0:1     | Stellenbosch   | Estadio Internacional de El Cairo, El Cairo, Egipto |                                   |
| 18:00 UTC+02:00            |         | Reporte | - S. Nduli 79' | Árbitro(s): Bamlak Tessema Weyesa                   | Árbitro(s): Bamlak Tessema Weyesa |

| Ida; 2 de abril de 2025 | ASEC Mimosas | 0:1     | RS Berkane  | Estadio Houphouët-Boigny, Abiyán      |                                       |
| 16:00 UTC+00:00         |              | Reporte | - Riahi 75' | Árbitro(s): Pacifique Ndabihawenimana | Árbitro(s): Pacifique Ndabihawenimana |

| Vuelta; 9 de abril de 2025 | RS Berkane        | 1:0     | ASEC Mimosas | Estadio Municipal de Berkane, Berkan, Marruecos |                          |
| 20:00 UTC+01:00            | - O. Lamlioui 77' | Reporte |              | Árbitro(s): Abongile Tom                        | Árbitro(s): Abongile Tom |

| Ida; 2 de abril de 2025 | CS Constantine | 1:1     | USM Alger     | Estadio Chahid Hamlaoui, Constantina (Argelia) |                          |
| 17:00 UTC+01:00         | - Temine 29'   | Reporte | - Mondeko 73' | Árbitro(s): Dahane Beida                       | Árbitro(s): Dahane Beida |

| Vuelta; 9 de abril de 2025 | USM Alger    | 1:1 (3-4 p.) | CS Constantine     | Estadio 5 de julio de 1962, Argel, Argelia |                       |
| 20:00 UTC+01:00            | - A. Allilet | Reporte      | - A. Belhocini 56' | Árbitro(s): Amin Omar                      | Árbitro(s): Amin Omar |

| Ida; 2 de abril de 2025 | Al Masry                   | 2:0     | Simba | Estadio Borg El Arab, Alejandría |                           |
| 18:00 UTC+02:00         | - Deghmoum 16' - Ebuka 89' | Reporte |       | Árbitro(s): Boubou Traoré        | Árbitro(s): Boubou Traoré |

| Vuelta; 9 de abril de 2025 | Simba                               | 2:0 (4-1 p.)               | Al Masry                       | Estadio Nacional Benjamin Mkapa, Dar es-Salam, Tanzania |                                        |
| 16:00 UTC+03:00            | - E. Mpanzu 22' - S. Mukwala 32'    | Reporte                    |                                | Árbitro(s): Djindo Louis Houngnandande                  | Árbitro(s): Djindo Louis Houngnandande |
|                            |                                     | Tiros desde el punto penal |                                |                                                         |                                        |
|                            | - Ahoua - Mukwala - Denis - Kapombe |                            | - Gaber - Ben Youssef - Hamada |                                                         |                                        |

### Semifinales
| 20 de abril de 2025 | RS Berkane                                     | 4:0     | CS Constantine | Estadio Municipal de Berkane, Berkan, Marruecos |                           |
|                     | - Mehri 1' - Bassène 21' - Lamlioui 54', 90+2' | Reporte |                | Árbitro(s): Ibrahim Mutaz                       | Árbitro(s): Ibrahim Mutaz |

| 27 de abril de 2025 | CS Constantine  | 1:0     | RS Berkane | Estadio Chahid Hamlaoui, Constantina (Argelia) |                            |
|                     | - Belhocini 47' | Reporte |            | Árbitro(s): Mahmood Ismail                     | Árbitro(s): Mahmood Ismail |

| 20 de abril de 2025 | Simba         | 1:0     | Stellenbosch | Estadio Nacional Benjamin Mkapa, Dar es-Salam, Tanzania |                                       |
|                     | - Ahoua 45+2' | Reporte |              | Árbitro(s): Jean-Jacques Ndala Ngambo                   | Árbitro(s): Jean-Jacques Ndala Ngambo |

| 27 de abril de 2025 | Stellenbosch | 0:0     | Simba | Estadio Loftus Versfeld, Pretoria, Sudáfrica |                             |
|                     |              | Reporte |       | Árbitro(s): Mohamed Maarouf                  | Árbitro(s): Mohamed Maarouf |

### Final
| 17 de mayo de 2025 | RS Berkane                 | 2:0     | Simba | Estadio Municipal de Berkane, Berkan, Marruecos |                                            |
|                    | - Camara 8' - Lamlioui 14' | Reporte |       | Árbitro(s): Pierre Atcho VAR: Abongile Tom      | Árbitro(s): Pierre Atcho VAR: Abongile Tom |

| 25 de mayo de 2025 | Simba        | 1:1     | RS Berkane     | Estadio Nacional Benjamin Mkapa, Dar es-Salam, Tanzania |                                       |
|                    | - Mutale 17' | Reporte | - Sidibe 90+3' | Árbitro(s): Dahane Beida VAR: Issa Sy                   | Árbitro(s): Dahane Beida VAR: Issa Sy |

|                                |
| Bandera de Marruecos           |
| Campeón RS Berkane 3.er título |